# امبر ولی، آلبرتا
دره امبر، البرتا (به انگلیسی: Amber Valley, Alberta) یک منطقهٔ مسکونی در کانادا است که در آلبرتا واقع شده‌است.